# عبد العزيز الراجحي
عبد العزيز بن عبد الله الراجحي (1361هـ -) هو عالم دين سعودي واستاذ مشارك بجامعة الإمام محمد بن سعود الإسلامية بالرياض، ولد في البكيرية التابعة لمنطقة القصيم في المملكة العربية السعودية عام 1361 هـ.

## نشأته وتعليمه
نشأ الراجحي في بلدته البكيرية، فحفظ القرآن الكريم صغيرًا، وتتلمذ على مجموعة من علمائها، ودرس مراحله الأولية فيها الابتدائية والمتوسطة والثانوي، وعند انتهائه من دراسة المرحلة الثانوية رحل إلى مدينة الرياض والتحق بجامعة الإمام محمد بن سعود الإسلامية بكلية الشريعة وتخرج منها، ثم التحق للتدريس بكلية أصول الدين قسم العقيدة والمذاهب المعاصرة في نفس الجامعة فدرس فيها ولا يزال أستاذًا مشاركًا فيها، وللشيخ مشاركات علمية من خلال تأليفه لبعض الكتب وإشرافه على الرسائل العلمية المقدمة لنيل درجة الماجستير والدكتوراه في قسم العقيدة والمذاهب المعاصرة بجامعة الإمام محمد بن سعود الإسلامية، كما اشراف الراجحي على تحقيق كتاب ابن تيمية بيان تلبيس الجهمية وقد تمت طباعته بمجمع الملك فهد لطباعة المصحف الشريف بالمدينة المنورة في عشر مجلدات يشتمل على ثمان رسائل لنيل درجة الدكتوراه ومجلد دراسة ومجلد للفهارس، وإشراف أيضا على تحقيق كتاب ابن القيم الكافية الشافية في الانتصار للفرقة الناجية في أربعة مجلدات كل مجلد عبارة عن دراسة لنيل درجة الماجستير ، وله كتاب «منحة الملك الجليل شرح صحيح محمد بن إسماعيل».

## أعماله
- تولى التدريس في جامعة الإمام محمد بن سعود الإسلامية في كلية أصول الدين قسم العقيدة حتى بعد تقاعده.
- المشاركة مع وزارة الشؤون الإسلامية والدعوة والإرشاد في الحج إفتاءً وتعليمًا.
- التدريس في الحرمين الشريفين في المواسم المختلفة.
- الإشراف والمناقشة لعشرات الرسائل العلمية في مرحلتي الماجستير والدكتوراة.
- خطابة الجمعة في مدينة الرياض.
- إلقاء الدروس العلمية في مدينة الرياض، وتبلغ دروس الراجحي الأسبوعيَّة أكثر مِن عشرين درسًا في علوم الشَّريعة المختلفة.
- إلقاء الدورات العلمية المؤصلة في العقيدة وغيرها، في مدن المملكة العربية السعودية، وما قاربها من دول الخليج.[4]

## نتاجه العلمي
له عدد من المؤلفات يبلغ نحو سبعين كتابًا -حتى في الترجمة- ومنها:
- منحة الملك الجليل بشرح صحيح محمد بن إسماعيل البخاري ويقع في 14 مجلد.
- توفيق الرب المنعم بشرح صحيح الإمام مسلم ويقع في 9 مجلدات.
- شرح عدد كبير من رسائل ابن تيمية.
- شرح عدد كبير من رسائل محمد بن عبدالوهاب.
- حل العقدة بشرح العمدة (عمدة الفقه) ويقع في مجلدين.
- الإفهام بشرح بلوغ المرام ويقع في مجلدين.
- الإعانة على تقريب الشرح والإبانة ويقع في مجلدين.
- الهداية الربانية بشرح العقيدة الطحاوية.
- إضافة إلى أكثر مِن عشرين ألف فتوى؛ ما بين فتاوى محررة، وفتاوى اللقاءات المفتوحة، والهاتفية، والدّروس اليوميَّة.[4]

## دروسه
له دروس متفرقة، وقد قُرئ ويقرأ عليه بعض الكتب العلمية والمتون ومنها:
- الصحيحان وهما صحيح البخاري وصحيح مسلم وسنن أبو داوود والترمذي والنَّسائي وابن ماجه وموطأ الإمام مالك وصحيح ابن خزيمة وبلوغ المرام من ادلة الاحكام ورياض الصالحين وكتاب التوحيد ورسائل محمد بن عبد الوهاب ورسائل أئمة الدعوة وتفسير ابن كثير وعمدة الفقه وكتاب التوحيد للدارمي وللإمام أحمد والعقيدة الواسطية والفتوى الحموية والرسالة التدمرية وفتاوى ابن تيمية ومتن الرحبية والآجرومية ونخبة الفكر في مصطلح أهل الأثر والورقات والعقيدة السفارينية والعقيدة الطحاوية ولمعة الاعتقاد وغيرها من الكتب العلمية.[5]

## شيوخه
للراجحي العديد من العلماء الذين تتلمذ على يديهم أبرزهم:
1. محمد بن إبراهيم آل الشيخ المفتي العام للمملكة العربية السعودية : كان يحضر دروسه صباحًا ويستمر أحيانًا إلى صلاة العشاء.
2. عبد العزيز بن عبد الله بن باز : حيث لازمه من حين مجيئه إلى الرياض حتى وفاته قرابة العشرين عام.
3. عبد الله بن حميد رئيس مجلس القضاء الأعلى.